# Phare de Roches Point
Le phare de Roches Point est un phare situé à l'entrée de Cork Harbour, en mer Celtique, dans le comté de Cork (Irlande). Il guide les navires vers l'entrée du port de Cork.
Un phare avait été mis en service le 4 juin 1817. Mais cette tour originale a été jugée trop petite si bien qu'elle a été remplacée, en 1835, par la tour actuelle, plus haute. Le phare est géré par les Commissioners of Irish Lights.

## Histoire
Le système de lumière initial était composé de dix lampes à huile de type Argand et de dix réflecteurs catoptriques. En 1876, l'optique a été changée pour une lentille de Fresnel de 2e ordre qui est encore en usage. Le phare a été converti à l'électricité en 1970.
Le feu maritime à occultation de 20 secondes (ouvert pendant 15 secondes et fermé pendant 5 secondes) a été modifié le 15 août 1993 pour devenir Fl WR 3s (un flash blanc et rouge toutes les trois secondes). À partir d'avril 1978, le phare s'allumait aussi dans des conditions de mauvaise visibilité et fonctionnait en même temps que le signal de brouillard. Le phare a des secteurs rouges intégrés dans la lumière principale pour marquer les risques de navigation d'approche du port.
Le phare est de forme circulaire, en maçonnerie, d'une hauteur de 15 m avec lanterne et galerie. Elle est peinte en blanc, tout comme les bâtiments adjacents. L'ensemble est entouré par un mur de pierre. En dehors de la tour et du bâtiment adjacent, tous les autres bâtiments ont été vendus aux enchères publiques. Le phare est installé sur un promontoire sur le côté est de l'entrée du Port de Cork. Accessible par route, le site reste ouvert mais la tour n'est pas visitable.
Le phare a été automatisé en 1995, tandis que la corne de brume a été désactivée le 11 janvier 2011, mettant fin à une longue période de signalisation du brouillard. Une cloche avait été installée à Roches Point en 1864 pour avertir les marins en cas de mauvaise visibilité. Elle avait été remplacée par une sirène de brume le 1er décembre 1898. Ce signal de brume a changé à nouveau en 1949. En 1995, lorsque le phare a été automatisé, un signal de brume électrique a remplacé le précédent. Il était connecté à un détecteur de brouillard qui activait le signal de brouillard lorsque la visibilité tombait en dessous de trois milles nautiques.